# Hoogewerf
Hoogewerf of Hogewerf is een voormalige huiswierde of stinswier ten zuiden van de Nederlandse stad Appingedam in het vroegere kerspel Opwierde.
De wierde is nog nauwelijks als zodanig te herkennen, omdat deze geheel is ingesloten door een nieuwbouwwijk. Langs de wierde loopt de Hogewerflaan en ten zuiden ervan loopt een kleine waterlossing met de naam Hoogewerfstertocht.
De Hogewerff wordt voor het eerst genoemd omstreeks 1541. In 1630 woonde een zekere Jan Cornelis op de Hoge Warff. Daarnaast was er de Lutke Hoge Warf. De Hogewerf was eigendom van de Nicolaïkerk te Appingedam.